# Patricia Ryan (Richterin)
Patricia Ryan (* im 20. Jahrhundert) ist eine irische Juristin und Präsidentin des Circuit Court.

## Leben
Ryan studierte am University College Dublin. Nach der Ausbildung am King’s Inns wurde sie 1984 als Barrister zur Rechtsanwaltschaft zugelassen. 2002 wurde sie Richterin am Circuit Court und im Juli 2019 rückte sie zu dessen Präsidentin auf.

## Privates
Sie war mit dem früheren Finanzminister Brian Joseph Lenihan (1959–2011) verheiratet. Aus der Verbindung gingen zwei Kinder hervor.